# Apogonia squamipennis
Apogonia squamipennis är en skalbaggsart som beskrevs av Karsch 1882. Apogonia squamipennis ingår i släktet Apogonia och familjen Melolonthidae. Inga underarter finns listade i Catalogue of Life.